# ウルグ・ベク
ウルグ・ベク（ペルシア語: میرزا محمد طارق بن شاہرخ الغ‌بیگ Mīrzā Muhammad Tāraghay bin Shāhrukh Uluġ Beg、漢籍:兀魯伯 1394年3月22日 - 1449年10月27日）は、ティムール朝の第4代君主（在位: 1447年 - 1449年）。ティムールの四男シャー・ルフの長男。幼名はムハンマド・タラガイ（Muhammad Tāraghay）。
文人・学者の保護者となったウルグ・ベクは自身も優れた天文学者・数学者・文人であり、統治者としての事績よりも学者としての事績を高く評価されている。ウルグ・ベクによって統治されたサマルカンドでは王族や有力者による建設事業が盛んに行われ、町に集まった多くの学者が天文学、数学、暦学などの分野で成果を挙げた。ウルグ・ベクの治世はトルキスタン文化の黄金期と呼ばれている。ウルグ・ベクの生誕600周年にあたる1994年は「ウルグ・ベクの年」に指定され、様々な式典が行われた。

## 生涯
1394年にシャー・ルフとガウハール・シャード・アーガーの長男として、スルターニーヤで生まれる。シャー・ルフは息子を祖父の名前にちなんだムハンマド・タラガイと名付けたが、ティムールの意向によってテュルクの言葉で「偉大な指揮官」を意味する「ウルグ・ベク」に改名される。ペルシア語で「偉大な指揮官」を意味する「アミーリ・キャビール」「アミーリ・ボゾルグ」と称されていたティムールは、自分の称号と同じ意味を持つ「ウルグ・ベク」の名前を与えた孫に大きな期待をかけていたと考えられている。
幼少期のウルグ・ベクは、ティムール第一の正室であるサラーイ・ムルクの下で養育される。1404年にティムールによって、ウルグ・ベクと彼の従姉妹のエケ・ベグムの結婚が取り決められる。同年夏にサマルカンド郊外の牧草地で二人の結婚式が開かれ、式は2か月にわたるものになったといわれている。ティムールの中国遠征にはウルグ・ベクも従軍しており、ティムール死後の内戦においてはシャー・ルフの部下のシャー・マリクとともにバルフ近郊のアンドゥフドとシバルガンの統治を命じられた。13歳のときにホラーサーン地方の一部とカスピ海南岸のマーザンダラーンの総督に任じられる。1409年に王位継承戦を制したシャー・ルフがサマルカンドを制圧すると、ウルグ・ベクはサマルカンド知事に命じられる。これによりウルグ・ベクを統治者とする地方政権がサマルカンドに成立し、支配期間は40年近くに及んだ。
1419年にジョチ・ウルスの王族バラクがウルグ・ベクに支援を求め、ウルグ・ベクはバラクに援助を与える。また、ウルグ・ベクはワイスとの内争に敗れたモグーリスタン・ハン国のシール・ムハンマドに援助を与え、バラクとシール・ムハンマドはそれぞれの国で君主の地位に就いた。ウルグ・ベクは2人を通した間接支配を計画していたが、1426年にバラクはシル川中流域のティムール帝国領を占領して敵対し、シール・ムハンマドもウルグ・ベクに従属の意思を見せなかった。1425年に2月にウルグ・ベクはモグーリスタン遠征を実施し、同年5月にモグール軍に勝利を収めた。遠征軍は天山山中のユルドゥズ草原（バインブルク草原）に到達し、帰国した。1427年にウルグ・ベクはシャー・ルフから派遣された援軍と共に北方のウズベク族の討伐に向かうが、敗北する。シャー・ルフは遠征の失敗に非常に落胆し、一時はウルグ・ベクからサマルカンドの統治権を没収しようと考えていたといわれている。ウズベク遠征の失敗以後、ウルグ・ベクは対外政策に消極的な姿勢をとるようになる。
1447年にシャー・ルフが没した後に各地で王族たちの反乱が発生し、ウルグ・ベクの母のガウハール・シャードは孫（ウルグ・ベクにとっての甥）のアラー・ウッダウラを擁立した。ウルグ・ベクはアラー・ウッダウラに捕らえられた長子のアブドゥッラティーフを解放するため、彼と和約を結んだ。取り決めに従ってアブドゥッラティーフは解放されたが他の条件は履行されず、ウルグ・ベクとアラー・ウッダウラの戦争は再開される。1448年にウルグ・ベクはアラー・ウッダウラに勝利してマシュハドを占領し、アブドゥッラティーフはヘラートの制圧に成功した。しかし、ウルグ・ベクの遠征中にサマルカンドがウズベクの襲撃を受け、町は破壊と略奪の被害を受ける。ウルグ・ベクはシャー・ルフが本拠地としていたヘラートからサマルカンドに首都機能を移転しようと考え、シャー・ルフの遺体をサマルカンドのグーリ・アミール廟に移して帰国する。
ウルグ・ベクは占星術に強い関心を持ち、占いで自分の息子に殺される結果が出た後にアブドゥッラティーフを遠ざけるようになり、次男のアブドゥルアズィーズを後継者にするように考え始めたといわれている。ヘラートがトルクメン人の襲撃を受けて破壊された時、バルフに駐屯していたアブドゥッラティーフはウルグ・ベクに対して反乱を起こす。1449年秋にアブドゥッラティーフの軍はサマルカンドに接近し、ウルグ・ベクはアブドゥルアズィーズとともに迎撃に出るが敗北する。ウルグ・ベクはアブドゥッラティーフにメッカ巡礼を願い出て許されるが、サマルカンドを発った後にアブドゥッラティーフが派遣した刺客によって55歳で殺害される。
1941年にウルグ・ベクの墓陵から、彼の頭蓋骨が発見された。

## 政策
サマルカンド総督となったウルグ・ベクは37年にわたってマー・ワラー・アンナフル地方を統治し、平和な時代が続いた。ウルグ・ベクは原則的にはヘラートのシャー・ルフからの指示に従っていたが、シャー・ルフの指示に現れていない独自の政策も実施されていた。しかし、ウルグ・ベクが実施した政策の詳細は不明な点が多い。ウルグ・ベクの治世には新しい貨幣が鋳造され、商業の発達が促進された。ウルグ・ベク時代のサマルカンドにはティムール時代と同様の自由で享楽的な空気が流れ、美と人生の楽しみを好む性格と学術上の事績からルネサンス的な君主にも例えられる。
イスラームの伝統に基づいた支配を敷いた父のシャー・ルフと異なり、ウルグ・ベクはテュルク・モンゴルの伝統に則った支配を志向した。ウルグ・ベクはチンギス裔の人間を傀儡のハンに擁立し、傀儡のハンの名の下に命令を発した。チンギス・カンの血を引かないウルグ・ベクはチンギス家の王女たちとの結婚によって血統を強化したが、この婚姻政策にはキュレゲン（娘婿）の称号を使用していた祖父のティムールの存在があったと考えられている。ウルグ・ベクはティムールと同じくキュレゲン（娘婿）の称号を用い、ウルグ・ベクが発行した貨幣にはウルグ・ベクとティムールの名前、キュレゲンの称号が刻まれていた。ウルグ・ベクによってサマルカンドのティムールの墓に軟玉製のセノタプ（模棺）が置かれ、セノタプには伝説上のモンゴルの王妃アラン・ゴアに遡る一族の系譜が刻まれた。セノタプの素材となった軟玉は1425年のモグーリスタン遠征の際にカルシから持ち帰ったもので、かつてモグーリスタン遠征を行ったティムールがこれをサマルカンドに持ち帰ろうとしたが果たせなかったと伝えられている。
ウルグ・ベクの統治下ではマドラサ（神学校）などの公共施設が多く建築され、それらの施設には土地がワクフ（寄進財産）として寄進され、ワクフからあがる収益によって施設の維持と管理が行われていた。ウルグ・ベクの建造物の中には後世に崩壊したものもあるが、サマルカンド、ブハラには彼の建てたマドラサが残る（ウルグ・ベク・マドラサ、ウルグ・ベク・マドラサ (ブハラ)）。また、ティムールの治世に建設が開始されたグーリ・アミール廟は、ウルグ・ベクの時代に完成した。
ウルグ・ベクはサマルカンド総督時代から中国の明に対してたびたび使節を派遣した。1439年にウルグ・ベクが贈った良馬は明の英宗に気に入られ、英宗は馬の姿を描かせて縁起のいい名前を付けた。1449年にウルグ・ベクの派遣した使節が明の宮廷を訪れたが、この年にウルグ・ベクは殺害されたために彼が派遣した最後の使者となり、英宗は土木の変でオイラトの捕虜とされた。ウルグ・ベクがサマルカンドに建てた絵画館は、中国の影響を色濃く受けた壁画で装飾されていた。

## 学術面の事績

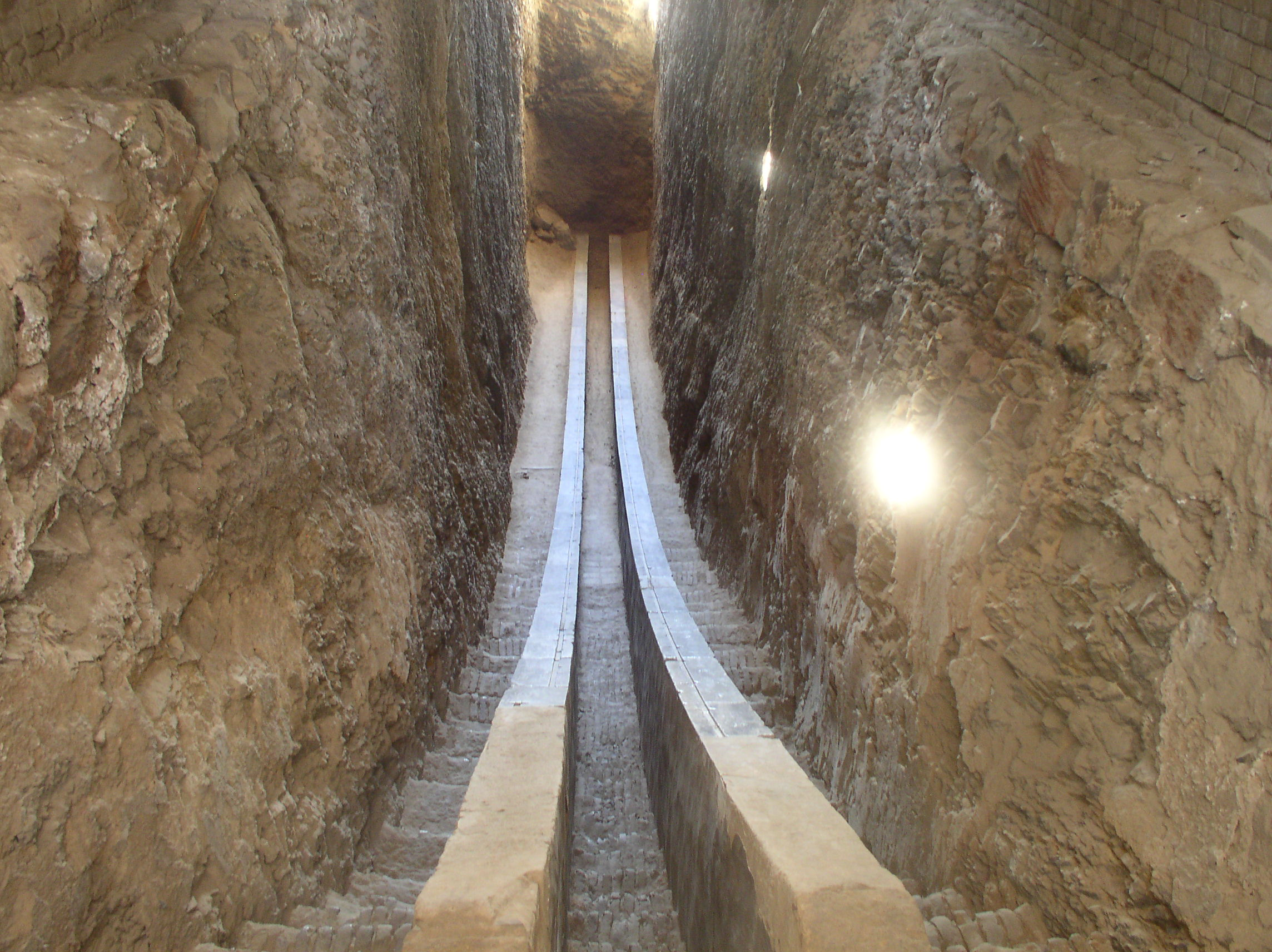
サマルカンドのウルグ・ベク天文台内部

カディーザーデ・ルーミー、ギヤースッディーン・アル＝カーシーらで構成される学者の集団を率いて、ウルグ・ベクは1420年ごろに完成したウルグ・ベク天文台で天文観測を行った。1437年/41年頃にウルグ・ベクたちの観測結果は天文表としてまとめられ、従来使用されていたナスィールッディーン・トゥースィーの天文表に代わって使用されるようになった。天文表には1,018の恒星が記録され、うち約900の星の記録は実際の観測に基づいており、サマルカンドでの観測が困難な星についてはプトレマイオスの『アルマゲスト』の記録に修正を加えたものが収録されている。計算に少数、円周率を用いた星の観測は、当時のヨーロッパ世界の研究水準を凌駕していた。オリジナルの天文表がどのような言語で書かれていたかは判明していないが、アラビア語、もしくはペルシア語で書かれていた説が有力視されている。
ウルグ・ベクらによって作成された天文表は精度が高く、ヨハネス・ケプラーの台頭に至るまで重要視されていた。17世紀のオックスフォードの天文学者John Greavesは5種類の写本を使用してウルグ・ベクの天文表の研究を試みたが、彼の死のために研究が完成を見ることはなかった。1665年には、トーマス・ハイドによってヨーロッパで初めてウルグ・ベクの天文表が出版された。
ウルグ・ベクの伝統的なイスラーム諸学への関心は、自然科学への関心に比べて低かった。一方でウルグ・ベクは幼少期からコーランの全てを暗誦することができ、7種類の暗誦法について精通していたといわれる。ウルグ・ベクは自身が建設したマドラサで教鞭を執り、コーランについて講義を行っていた。ウルグ・ベクは科学的問題の把握と立証にへつらいや世辞は不必要なものだと考え、学生たちに命じて対等な立場で議論を行った。議論の際にあえて不適切な意見を述べ、自分の意見を鵜呑みにした学生の誤りを正すこともあった。
ティムール朝期に成立した歴史書『四ウルス史』の編纂にはウルグ・ベクが関わっていた、あるいは彼自身が著した本だと考えられている。

## 人物像
ウルグ・ベクはペルシア語、アラビア語、テュルク語を自由に使い分けることができたと伝えられている。ウルグ・ベクは狩猟を趣味とし、日時、場所、獲物を狩りの都度に書き残していた。部下が狩りの記録を紛失した時にウルグ・ベクは数年にわたる狩りの記録を口述して書き取らせ、新しい記録帳を作成させた。後に最初の記録帳が見つかった時にウルグ・ベクの記憶に拠った新しい記録と照らし合わせてみると、原簿と異なる点は数か所しか見つからなかったと伝えられている。
ウルグ・ベクは音楽を好み、自身も楽器の演奏を行った。軟玉の製品を愛好したことも知られ、彼の名前が刻まれた工芸品が数点存在する。
ウルグ・ベグは為政者というより聡明な学者肌の人物で、サマルカンドの町中には彼の指示で多くのメドレセやモスクが建てられた。彼のメドレセでは、貧しい家の子供たちのために、数学や、天文学が教えられた。近年ウズベキスタンで発見された新種の肉食恐竜には、彼の名にちなみ、「ウルグベグサウルス・ウズベキスタネンシス」と名付けられている。

## ギャラリー

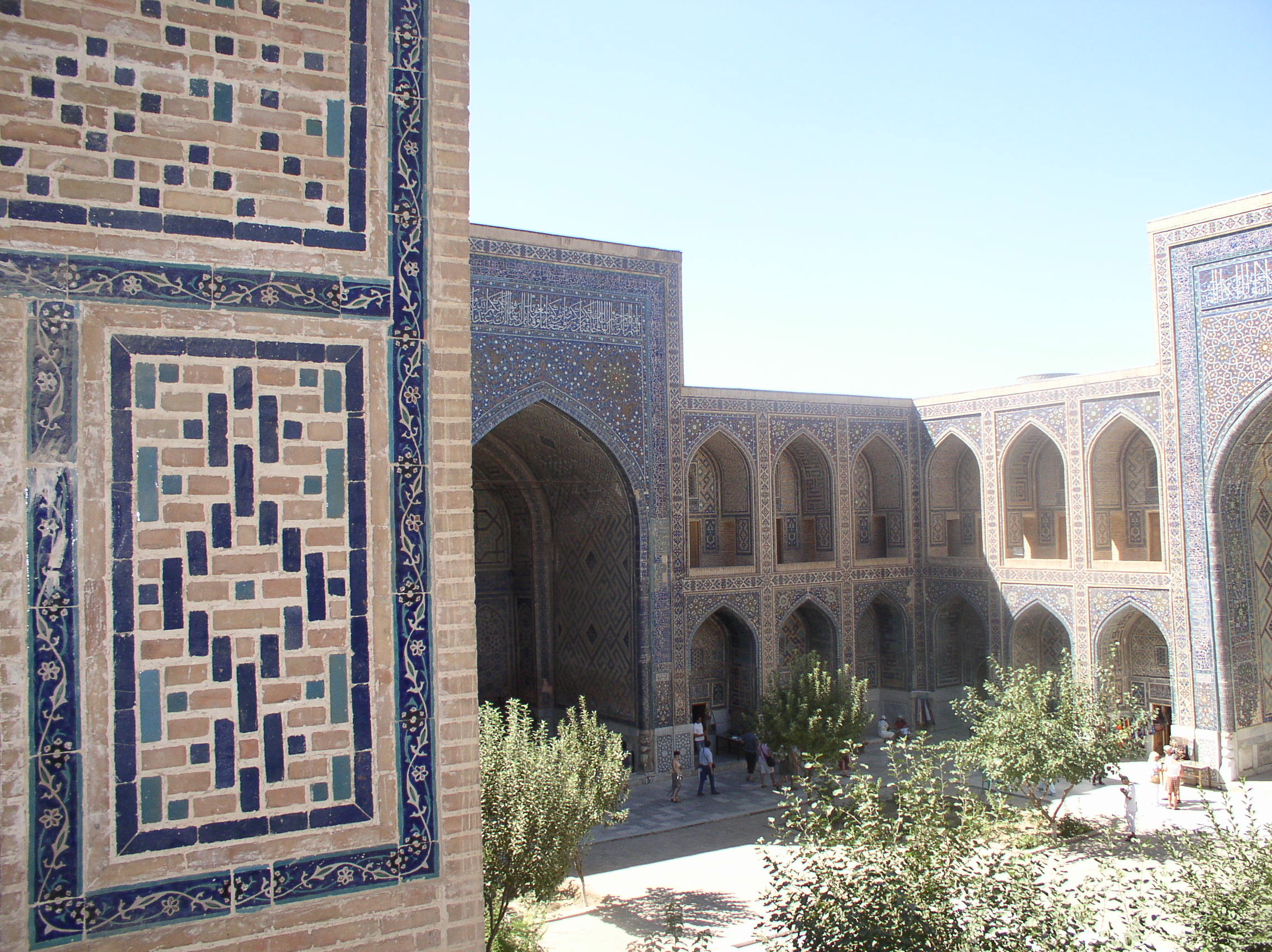
サマルカンドのウルグ・ベク・マドラサ
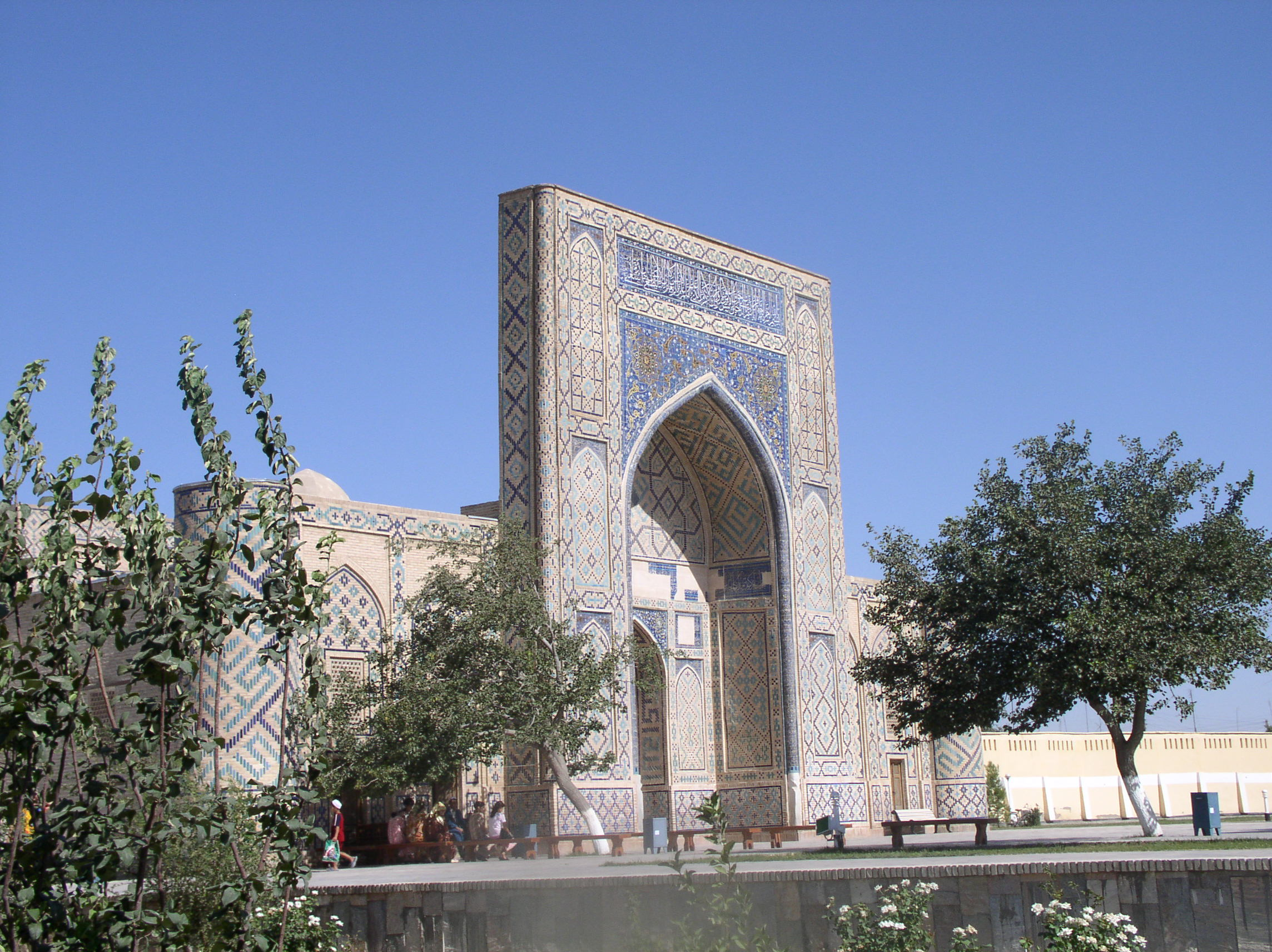
ブハラのウルグ・ベク・マドラサ
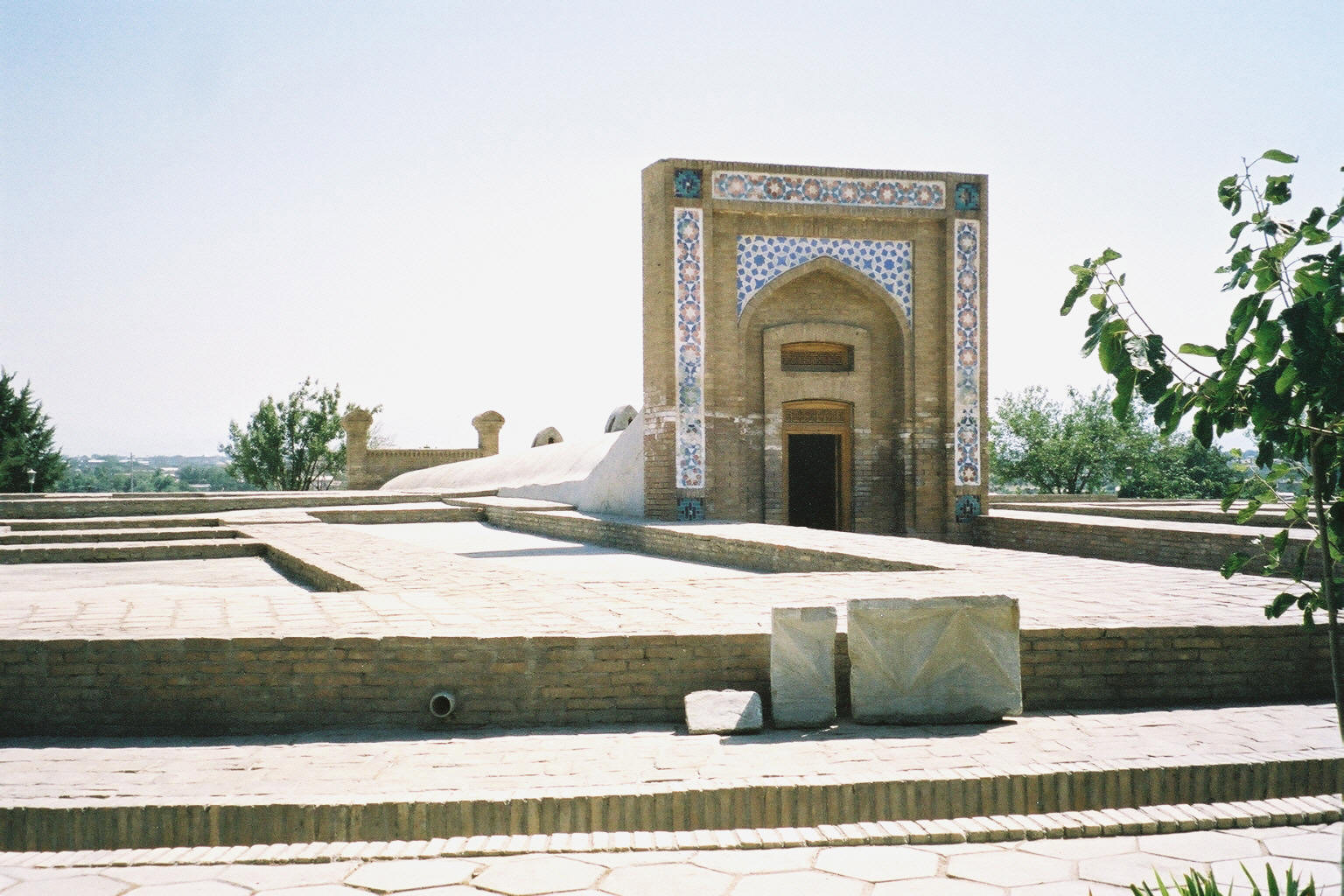
ウルグ・ベク天文台
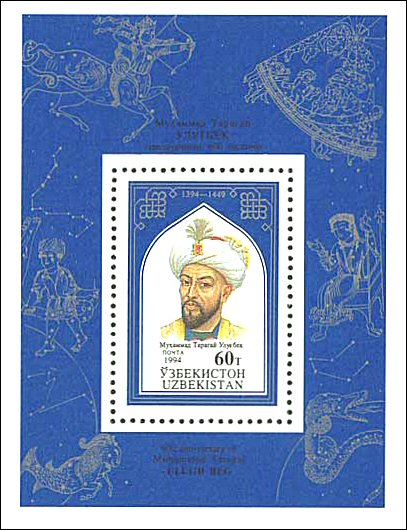
「ウルグ・ベクの年」に発行された切手

## 家族

### 后妃
- エケ・ベギ（? - 1419年[42]） - ジャハーンギールの子スルターン・ムハンマドの娘。母方の祖父にバヤン・クリ・ハンを持つ[42]
- スルターン・バディー・アル・ムルク - ハリール・スルタンの娘[42]
- アク・スルターン・ハニカ - スルタン・マフムードの娘[42]
- フスニ・ニガール・ハニカ - シャムイ・ジャハーンの娘[42]
- シェケル・ビー・ハニカ - ジョチ・ウルスの王女[42]
- ミヒル・スルタン
- ダウラト・バヒト・ハトゥン
- ダウラト・スルタン・ハトゥン
- バヒティ・ビィ・ハトゥン
- サアダト・バヒト・ハトゥン
- ウルタン・マリク
- サルタヌム
- ハタン・ハトゥン
- ルカイヤ・ハトゥン・アルラト

他に名前不詳の后妃が2名いた。

### 王子
- アブドゥッラティーフ
- アブドゥル・アズィーズ
- アブドゥル・サマド
- アブドゥル・ジャッバール
- アブドゥッラーフ
- アブド・アッラフマーン
- アブドゥル・マリク
- アブドゥル・ザーク

### 王女
- ハビベ・スルタン・ハンザダ・ベギム
- スルタン・バヒト
- アク・バシュ
- クトゥルグ・タルカン・アーガー
- スルタン・バディ・アル・ムルク
- タガイ・タルカン
- ハンザダ・アーガー
- アカ・ベギム
- タガイ・シャー
- ラビア・スルタン・ベギム - ウズベクの指導者アブル＝ハイルの妻[44]